# Código Internacional de Nomenclatura Zoológica
O Código Internacional de Nomenclatura Zoológica (conhecido pela sua sigla em inglês, ICZN) é uma convenção amplamente aceita em zoologia que rege a nomenclatura científica formal de organismos tratados como animais. É também conhecido informalmente como Código ICZN, por seu editor, a Comissão Internacional de Nomenclatura Zoológica (que compartilha a sigla "ICZN"). 

## Regras e nomenclatura
As regras regulam principalmente:
- Como os nomes são estabelecidos corretamente no quadro da nomenclatura binominal[1]
- Qual nome deve ser usado em caso de conflito de nomes
- Como a literatura científica deve citar nomes

A nomenclatura zoológica é independente de outros sistemas de nomenclatura, por exemplo a nomenclatura botânica. Isso implica que os animais podem ter os mesmos nomes genéricos das plantas.
As regras e recomendações têm um objetivo fundamental: fornecer o máximo de universalidade e continuidade na nomeação de todos os animais, exceto onde o julgamento taxonômico ditar o contrário. O código se destina a orientar apenas a nomenclatura dos animais, deixando aos zoólogos liberdade na classificação de novos táxons.
Em outras palavras, se uma espécie em si é ou não uma entidade reconhecida é uma decisão subjetiva, mas o nome que deve ser dado a ela não é. O código se aplica apenas a este último. Um novo nome de animal publicado sem adesão ao código pode ser considerado simplesmente "indisponível" se não atender a certos critérios ou cair totalmente fora do campo da ciência (por exemplo, o "nome científico" do Monstro de Loch Ness).
As regras do código determinam quais nomes são válidos para qualquer táxon no grupo familiar, grupo de gênero e grupo de espécies. Ele tem disposições adicionais (mas mais limitadas) sobre nomes em cargos mais altos. O código não reconhece jurisprudência. Qualquer disputa é decidida primeiro pela aplicação direta do código, e não por referência ao precedente.
O código também é retroativo ou retrospectivo, o que significa que as edições anteriores do código, ou outras regras e convenções anteriores não têm mais vigor hoje, e os atos nomenclaturais publicados 'nos velhos tempos' devem ser avaliados apenas sob a presente edição do código. Em caso de litígio quanto à interpretação, o procedimento usual é consultar o Código francês, por último, o caso pode ser apresentado à comissão, que tem o direito de publicar uma decisão final.

## Uso local e mudanças de nome
O ICZN é usado pela comunidade científica em todo o mundo. As alterações são regidas por diretrizes no código. Mudanças locais, como as propostas pelo governo turco, não são reconhecidas pelo ICZN.

## Citação
O código atual (quarta edição) é citado em artigos científicos como ICZN (1999) e em listas de referência como: 
- ICZN 1999. International Code of Zoological Nomenclature. Quarta edição. The International Trust for Zoological Nomenclature, Londres, Reino Unido. 306 pp. (acesso online abaixo)

## Versões
- Strickland, H.E. [et al.] 1843. Report of a committee appointed "to consider of the rules by which the Nomenclature of Zoology may be established on a Uniform and Permanent Basis." ["The Strickland Code".] In: Report of 12th Meeting of the British Association for the Advancement of Science, June 1842, p. 105-121. BHL. [Also published in the Philosophical Magazine and the Annals of Natural History.]
- Strickland, H.E. 1878. Rules for Zoological Nomenclature. John Murray, London. Internet Archive.
- Blanchard, R., Maehrenthal, F. von & Stiles, C. W. 1905. Règles internationales de la nomenclature zoologique adoptées par les Congrès Internationaux de Zoologie. International Rules of Zoological Nomenclature. Internationale Regeln der Zoologischen Nomenklatur. Rudeval, Paris. Google Books.
- ICZN. 1961. International Code of Zoological Nomenclature: adopted by the XV International Congress of Zoology. The International Trust for Zoological Nomenclature, London, UK. BHL.
- ICZN. 1964. International Code of Zoological Nomenclature. Second edition. The International Trust for Zoological Nomenclature, London, UK. BHL.
- ICZN. 1985. International Code of Zoological Nomenclature. Third edition. The International Trust for Zoological Nomenclature, London, UK. BHL.
- ICZN. 1999. International Code of Zoological Nomenclature. Fourth edition. The International Trust for Zoological Nomenclature, London, UK. BHL. The Code Online (ICZN).